# Newton Falls (Ohio)
Newton Falls es una ciudad ubicada en el condado de Trumbull en el estado estadounidense de Ohio. En el Censo de 2010 tenía una población de 4795 habitantes y una densidad poblacional de 774,95 personas por km².

## Geografía
Newton Falls se encuentra ubicada en las coordenadas 41°11′20″N 80°58′12″O / 41.18889, -80.97000. Según la Oficina del Censo de los Estados Unidos, Newton Falls tiene una superficie total de 6.19 km², de la cual 5.98 km² corresponden a tierra firme y (3.43%) 0.21 km² es agua.

## Demografía
Según el censo de 2010, había 4795 personas residiendo en Newton Falls. La densidad de población era de 774,95 hab./km². De los 4795 habitantes, Newton Falls estaba compuesto por el 97.56% blancos, el 0.83% eran afroamericanos, el 0.06% eran amerindios, el 0.13% eran asiáticos, el 0% eran isleños del Pacífico, el 0.19% eran de otras razas y el 1.23% pertenecían a dos o más razas. Del total de la población el 1.13% eran hispanos o latinos de cualquier raza.